# Thiago Borbas
Thiago Nicolás Borbas Silva (Montevideo, Uruguay, 7 de abril de 2002) es un futbolista uruguayo. Juega de delantero en el Red Bull Bragantino del Campeonato Brasileño de Serie A.

## Trayectoria

### River Plate
Debutó en el conjunto darsenero a los 18 años, el 5 de septiembre de 2020.
En diciembre de 2023 se confirmó su venta al Red Bull Bragantino, quienes adquirieron el 55% de su ficha.

## Selección nacional
Fue citado por primera vez, y realizó su debut, en la doble fecha FIFA de junio de 2023.

#### Participaciones con la selección mayor
| Partidos | Partidos  | Partidos  | Partidos            | Partidos              | Partidos    | Partidos | Partidos             | Partidos       | Partidos |
| N.º      | Rival     | Resultado | Fecha               | Lugar                 | Competencia | Goles    | Cambio               | DT             | Ref.     |
| -------- | --------- | --------- | ------------------- | --------------------- | ----------- | -------- | -------------------- | -------------- | -------- |
| 1        | Nicaragua | 4:1       | 14 de junio de 2023 | Montevideo, · Uruguay | Amistoso    | -        | 59' por Matías Arezo | Marcelo Bielsa |          |
| 2        | Cuba      | 2:0       | 20 de junio de 2023 | Montevideo, · Uruguay | Amistoso    | –        | 45' por Matías Arezo | Marcelo Bielsa |          |

## Estadísticas

### Clubes
Actualizado hasta su último partido disputado el 18 de mayo de 2025.
| Club                         | Div.          | Temporada     | Liga  | Liga  | Liga   | Estatales | Estatales | Estatales | Copas nacionales | Copas nacionales | Copas nacionales | Torneos internacionales | Torneos internacionales | Torneos internacionales | Total | Total | Total  |
| Club                         | Div.          | Temporada     | Part. | Goles | Asist. | Part.     | Goles     | Asist.    | Part.            | Goles            | Asist.           | Part.                   | Goles                   | Asist.                  | Part. | Goles | Asist. |
| ---------------------------- | ------------- | ------------- | ----- | ----- | ------ | --------- | --------- | --------- | ---------------- | ---------------- | ---------------- | ----------------------- | ----------------------- | ----------------------- | ----- | ----- | ------ |
| C. A. River Plate · Uruguay  | 1.ª           | 2020          | 18    | 3     | 1      | —         | —         | —         | —                | —                | —                | 2                       | 0                       | 0                       | 20    | 3     | 1      |
| C. A. River Plate · Uruguay  | 1.ª           | 2021          | 30    | 7     | 7      | —         | —         | —         | —                | —                | —                | —                       | —                       | —                       | 30    | 7     | 7      |
| C. A. River Plate · Uruguay  | 1.ª           | 2022          | 36    | 18    | 7      | —         | —         | —         | —                | —                | —                | 8                       | 1                       | 0                       | 44    | 19    | 7      |
| C. A. River Plate · Uruguay  | Total club    | Total club    | 84    | 28    | 15     | 0         | 0         | 0         | 0                | 0                | 0                | 10                      | 1                       | 0                       | 94    | 29    | 15     |
| Red Bull Bragantino · Brasil | 1.ª           | 2023          | 33    | 9     | 2      | 9         | 2         | 0         | 1                | 0                | 0                | 7                       | 2                       | 1                       | 50    | 13    | 3      |
| Red Bull Bragantino · Brasil | 1.ª           | 2024          | 21    | 2     | 0      | 13        | 3         | 1         | 4                | 2                | 1                | 14                      | 4                       | 0                       | 52    | 11    | 2      |
| Red Bull Bragantino · Brasil | 1.ª           | 2025          | 4     | 0     | 0      | 9         | 0         | 0         | 2                | 2                | 0                | —                       | —                       | —                       | 15    | 2     | 0      |
| Red Bull Bragantino · Brasil | Total club    | Total club    | 58    | 11    | 2      | 31        | 5         | 1         | 7                | 4                | 1                | 21                      | 6                       | 1                       | 117   | 26    | 5      |
| Total carrera                | Total carrera | Total carrera | 142   | 39    | 17     | 31        | 5         | 1         | 7                | 4                | 1                | 21                      | 6                       | 1                       | 211   | 55    | 20     |
| 1. 2. 3. 4.                  |               |               |       |       |        |           |           |           |                  |                  |                  |                         |                         |                         |       |       |        |

## Palmarés

### Distinciones individuales
| Distinción                                                   | Año  |
| ------------------------------------------------------------ | ---- |
| Máximo goleador de la Primera División de Uruguay (18 goles) | 2022 |